# 三原有美子
三原 有美子（みはら ゆみこ、1940年12月1日 - ）は、日本の女優。
横須賀市立横須賀高等女学校中退。万城目正歌謡音楽院演劇科出身。東映ニューフェイス第5期。エヌ・エー・シーに所属していた。

## 出演映画
以下に日本映画データベースに従い公開日、作品名、製作会社、役名を記載。
一部KINENOTEに従い追加。
- 1959年4月1日　『お役者文七捕物暦 蜘蛛の巣屋敷』 　東映京都　- 小夜姫
- 1960年3月8日　『次郎長血笑記 殴り込み道中』 　第二東映京都　- お千代
- 1960年4月12日　『蛇神魔殿』 　第二東映京都　- 真琴
- 1960年5月17日　『あやめ笠 喧嘩街道』 　第二東映京都
- 1960年7月26日　『喧嘩まつり 江戸っ子野郎と娘たち』 　第二東映京都
- 1960年8月7日　『怪談五十三次』 　第二東映京都　- お有美
- 1960年9月20日　『獄門坂の決闘』 　第二東映京都
- 1960年10月26日　『野火を斬る兄弟』 　第二東映京都
- 1960年12月27日　『忍術真田城』 　第二東映京都
- 1961年1月3日　『お役者変化捕物帖 弁天屋敷』 　第二東映京都
- 1961年2月8日　『忍術大阪城』 　第二東映京都
- 1961年3月28日　『赤穂浪士』 　東映京都　- おはる
- 1961年3月28日、4月9日、4月18日 『新諸国物語 黄金孔雀城 第一部 第二部・第三部 完結篇』 　東映京都　- しのぶ
- 1961年4月21日　『怪人まだら頭巾』 　ニュー東映京都
- 1961年5月11日　『八荒流騎隊』 　東映京都　- 浜乃
- 1961年7月2日　『怪談お岩の亡霊』 　東映京都　- お梅
- 1961年7月2日　『忍術使いと三人娘 女狐変化』 　東映京都
- 1961年8月2日　『人形佐七捕物帖 恐怖の通り魔』 　東映京都
- 1961年8月9日　『人形佐七捕物帖 闇に笑う鉄火面』 　東映京都
- 1961年8月26日　『新黄金孔雀城 七人の騎士 第一部 第二部』 　東映京都　- 渚
- 1961年9月6日　『気まぐれ鴉』 　ニュー東映京都
- 1961年9月6日　『新黄金孔雀城 七人の騎士 完結篇』 　東映京都　- 渚
- 1961年11月1日　『若君と次男坊』 　東映京都　- 百合姫
- 1962年2月21日　『鷹天皇飄々剣 吉野の風雲児』 　東映京都
- 1962年2月28日　『さくら判官』 　東映京都　- お美代
- 1962年5月9日　『あべこべ道中』 　東映京都　- 本陣の娘
- 1962年8月4日　『怪談三味線掘』 　東映京都　- お牧
- 1962年9月16日　『柳生武芸帳 独眼一刀流』　東映　- 梨花

## テレビドラマ
- 1964年11月28日-1965年5月22日 NETテレビ（現・テレビ朝日）『風来物語』（土曜20:00〜20:56）　- お桂
- 1965年2月17日、7月7日 NETテレビ 『鉄道公安36号』（水曜20:00〜20:56）88話「置引き」、108話「汽笛の響き」
- 1965年4月12日 NETテレビ 『素浪人 月影兵庫』（火曜20:00〜20:56）第1シリーズ第26話「みんな夢を持っていた」
- 1965年9月5日 NETテレビ『新選組血風録』（日曜21:30〜22:30）第9話「池田屋騒動異聞」
- 1965年 フジテレビ『ライオン奥様劇場』（月曜〜金曜13:00〜13:30）「続芸者っ子・下町育ち」　主演
- 1966年6月13日-12月2日 ABC『テレビ映画』（月曜〜金曜13:15 - 13:30）「人妻椿」
- 1967年2月13日-4月7日 フジテレビ『ライオン奥様劇場』（月曜〜金曜13:00〜13:30）「花の罪」　- 岸本路子
- 1967年7月31日-10月27日 フジテレビ  フジテレビ平日昼1時45分枠の連続ドラマ（月曜〜金曜13:45 - 14:00） 「花かげろう」 主演
- 1968年2月26日 NETテレビ『待っていた用心棒』（月曜20:00〜20:56）5話「湯島裏の女」
- 1968年3月30日 NETテレビ 『素浪人 月影兵庫』（土曜20:00〜20:56）第2シリーズ第65話「お酒がソッポを向いていた」
- 1968年7月21日 NETテレビ『次郎長三国志』（日曜20:00〜20:56）16話「念仏嵐」
- 1968年12月9日 NETテレビ『帰って来た用心棒』（月曜20:00〜20:56）20話「白い目じるしの宿」
- 1968年 フジテレビ『大奥』（土曜22:30〜23:25）第14話「幼君暗殺」、第15話「生きていた悪霊」、第16話「母と子」　- かえで（左京の方付き御中臈）
- 1969年3月4日 日本テレビ『五人の野武士』（火曜20:00〜20:56）22話「陰謀」
- 1969年4月25日 日本テレビ『東京バイパス指令』（金曜21:00〜21:56）25話「黒いかまきり」
- 1969年6月9日、9月15日 NETテレビ 『用心棒シリーズ 俺は用心棒』（第4作）（月曜20:00〜20:56） 10話「噂の中の女」、24話「掟」
- 1969年11月2日 TBSテレビ『5人の危険屋 プロフェッショナル』5話「爆薬と迷探偵」
- 1969年11月23日 NETテレビ『緋剣流れ星お蘭』（日曜 20:00〜20:56）8話「走るが勝よ!」
- 1969年11月24日 NETテレビ 『天を斬る』（月曜20:00〜20:56）8話「旅先の女」
- 1969年12月5日、1970年11月28日 NETテレビ 『素浪人 花山大吉』（土曜20:00 - 20:56）第49話「オケラが三匹揃っていた」、第100話「読めば読むほど駄目だった」
- 1970年1月31日 東京12チャンネル（現・テレビ東京）『女殺し屋 花笠お竜』（土曜21:00〜21:56）18話「地獄帰りの可愛い悪女」
- 1970年4月29日 NETテレビ 『燃えよ剣』（水曜21:00〜21:56）第5話「祇園 島原」　- 小染
- 1970年6月10日 フジテレビ『銭形平次』（水曜20:00〜）第214話「老岡っ引の涙」
- 1971年7月21日 NETテレビ『軍兵衛目安箱』（水曜21:00〜21:56）16話「迷い道の町」　- おらん
- 1973年9月17日-11月9日 フジテレビ『ライオン奥様劇場』（月曜〜金曜13:00〜13:30） 「裁きの家」　- 吉井幸子